# Star Trek: Starship Creator
Star Trek: Starship Creator és un videojoc de simulació basat en l'univers Star Trek, llançat el 1998 per a Microsoft Windows i Mac OS per Simon and Schuster.
El joc permet als jugadors crear les seves pròpies naus espacials, assignar una tripulació procedent de l'univers Star Trek, i enviar-les en missions per avaluar el seu rendiment. El joc va ser dissenyat amb l'ajuda de Michael Okuda, Denise Okuda, Rick Sternbach i Doug Drexler, responsables de moltes de les publicacions tècniques basades en la franquícia.